# Extensión de pierna

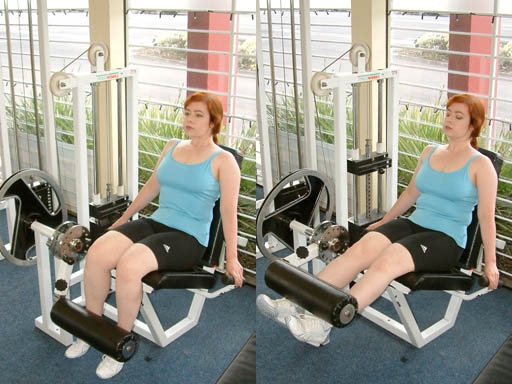
Ejercicio de extensión de pierna.

La extensión de rodilla es un tipo de entrenamiento con pesas de aislamiento cuyo músculo objetivo es el entrenamiento del cuádriceps de la pierna. Este es el músculo más potente y voluminoso de toda la pierna, ocupando casi un tercio de su volumen. Es el que soporta el peso del cuerpo y permite la función de andar. Se denomina cuádriceps debido a que tiene cuatro cabezas musculares. Se encuentra en la cara anterior del fémur.

## Ejecución
Este ejercicio se realiza en una especie de silla con respaldo ajustable y una barra en forma de rodillo que se coloca sobre el empeine (parte superior del pie). El ejercicio consiste en levantar las piernas y sentir la fuerza de las pesas sobre la parte superior del muslo. 
Para una correcta ejecución del ejercicio se debe:
- Ajustar el cuerpo contra el respaldo en todo momento, no permitiendo arqueos de espalda
- Emplear los asideros de los laterales, para que no sufra la espalda
- Apuntar adelante con los dedos de los pies cuando se eleve el peso
- Evitar extender por completo la tibia en la parte concéntrica del ejercicio para evitar un estrés o cizalla en los ligamentos cruzados.